# Most Krymski

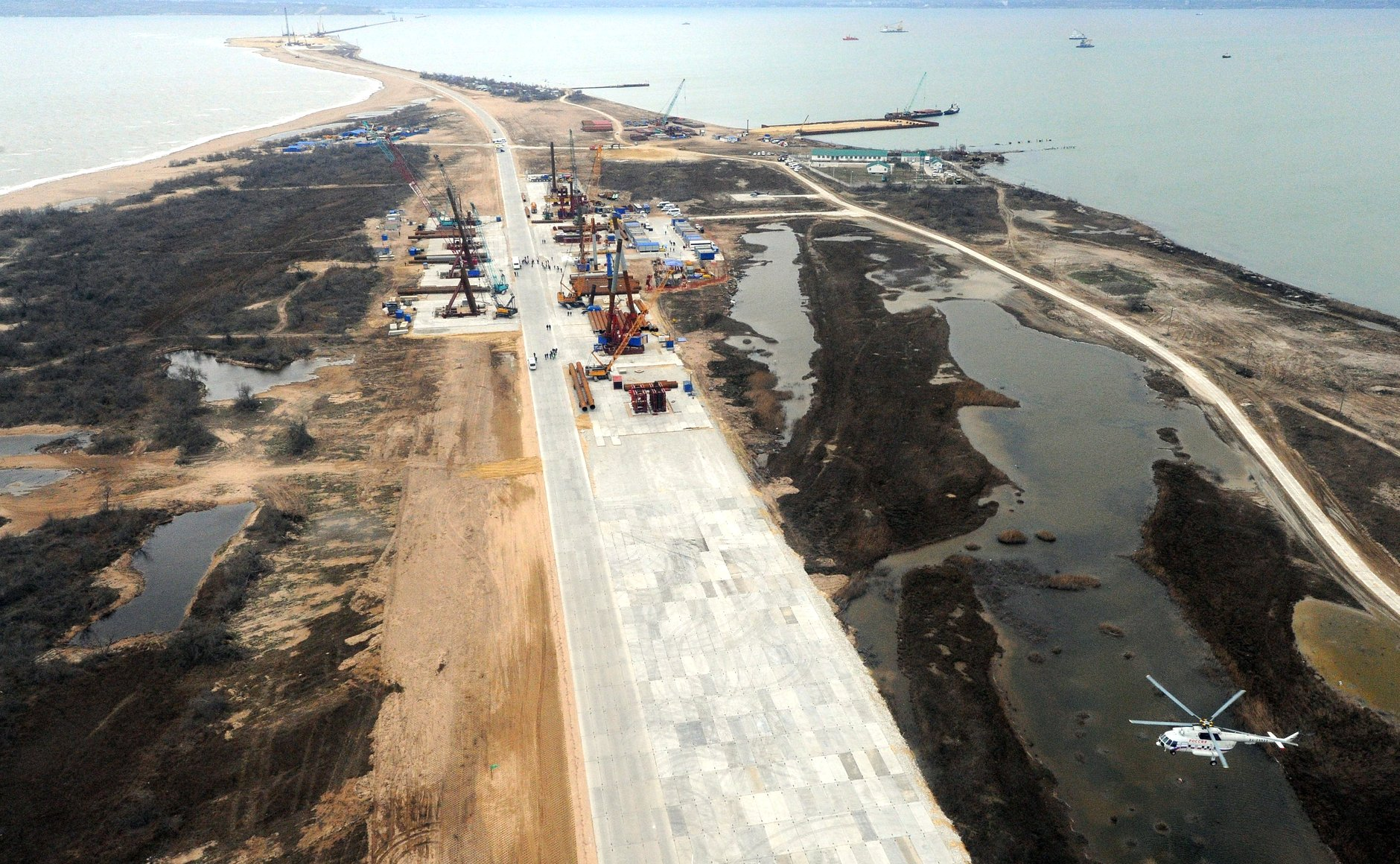
Budowa przeprawy, marzec 2016

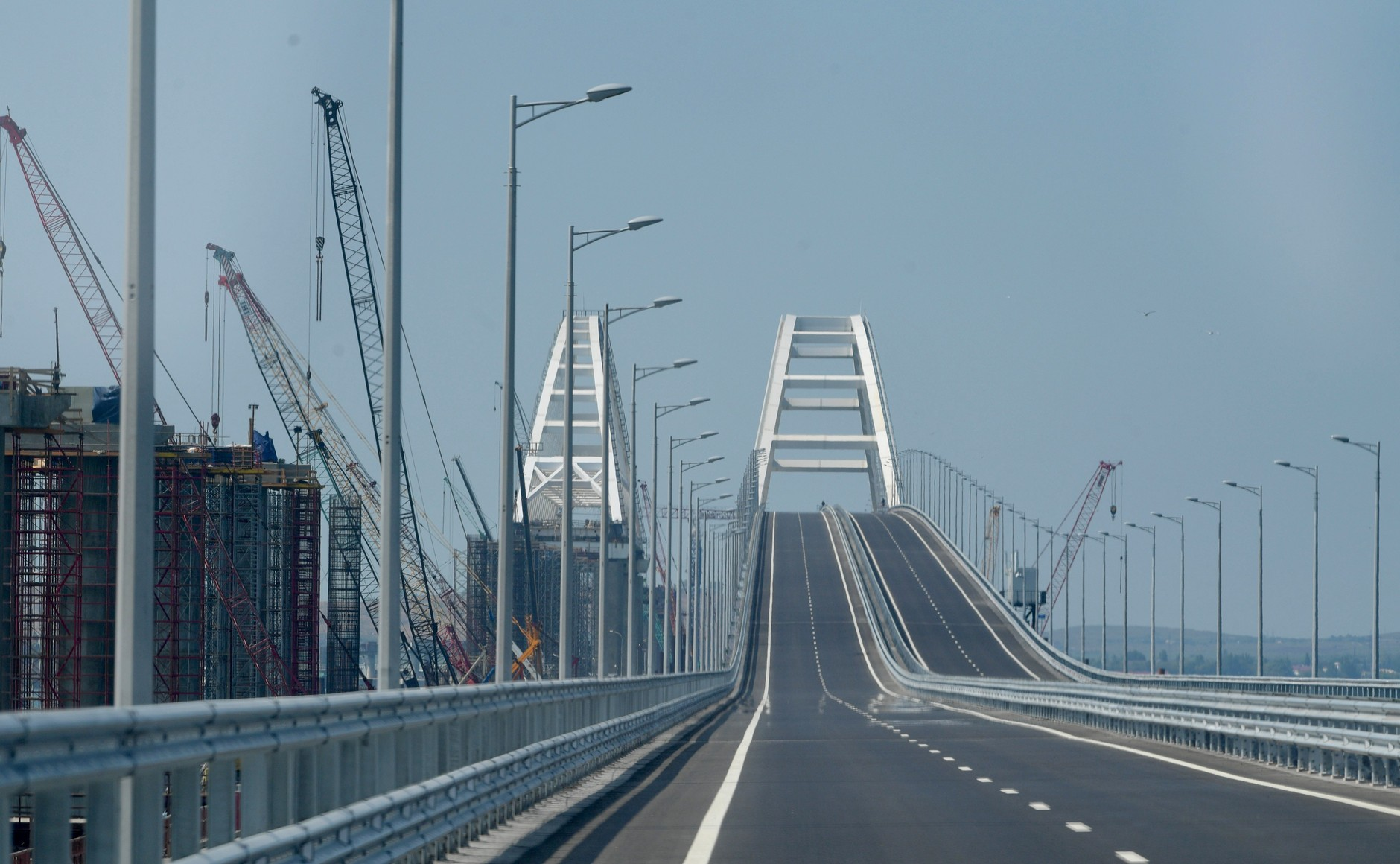
Część drogowa mostu

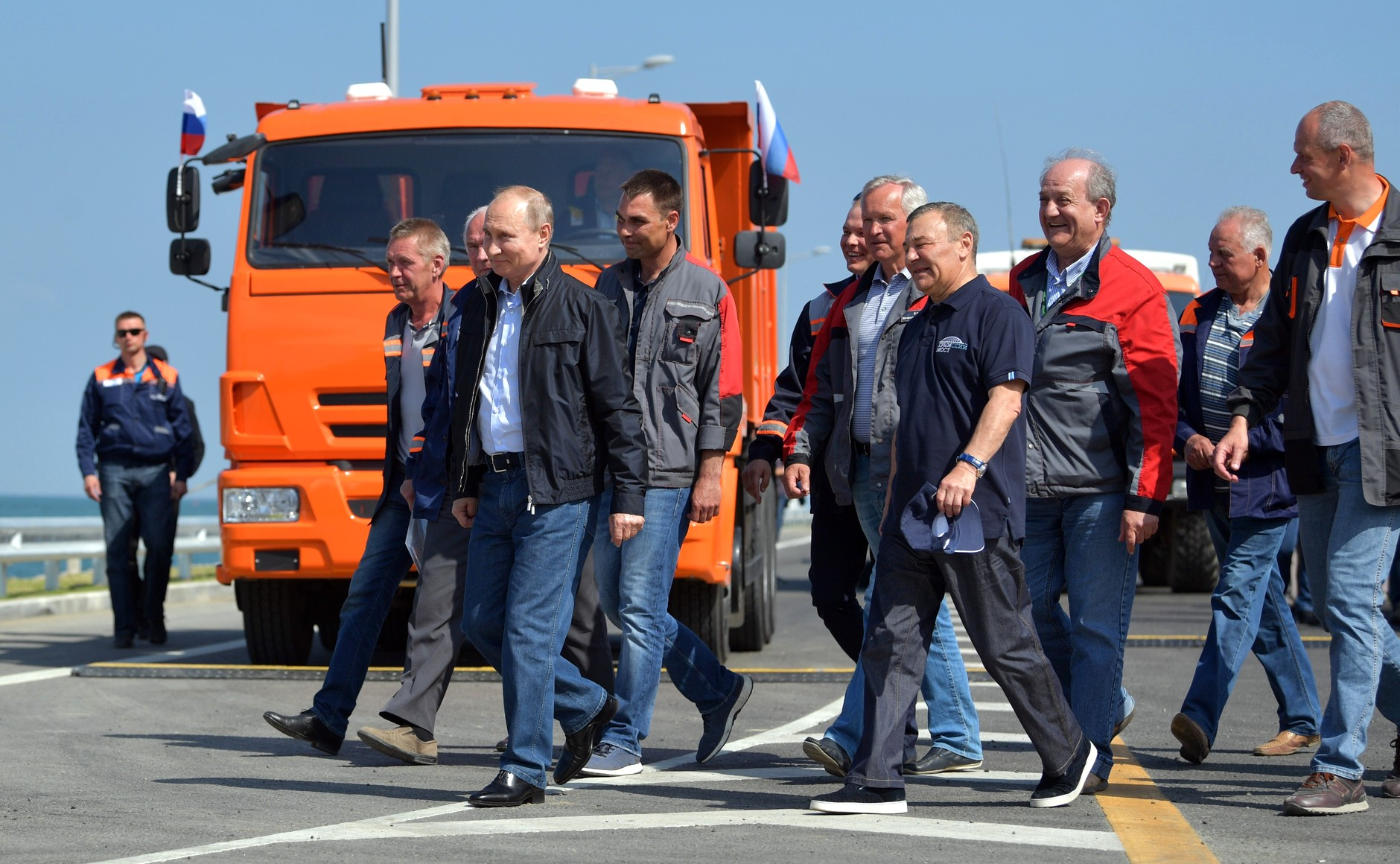
Prezydent Władimir Putin podczas uroczystości otwarcia drogowej części przeprawy, 15 maja 2018

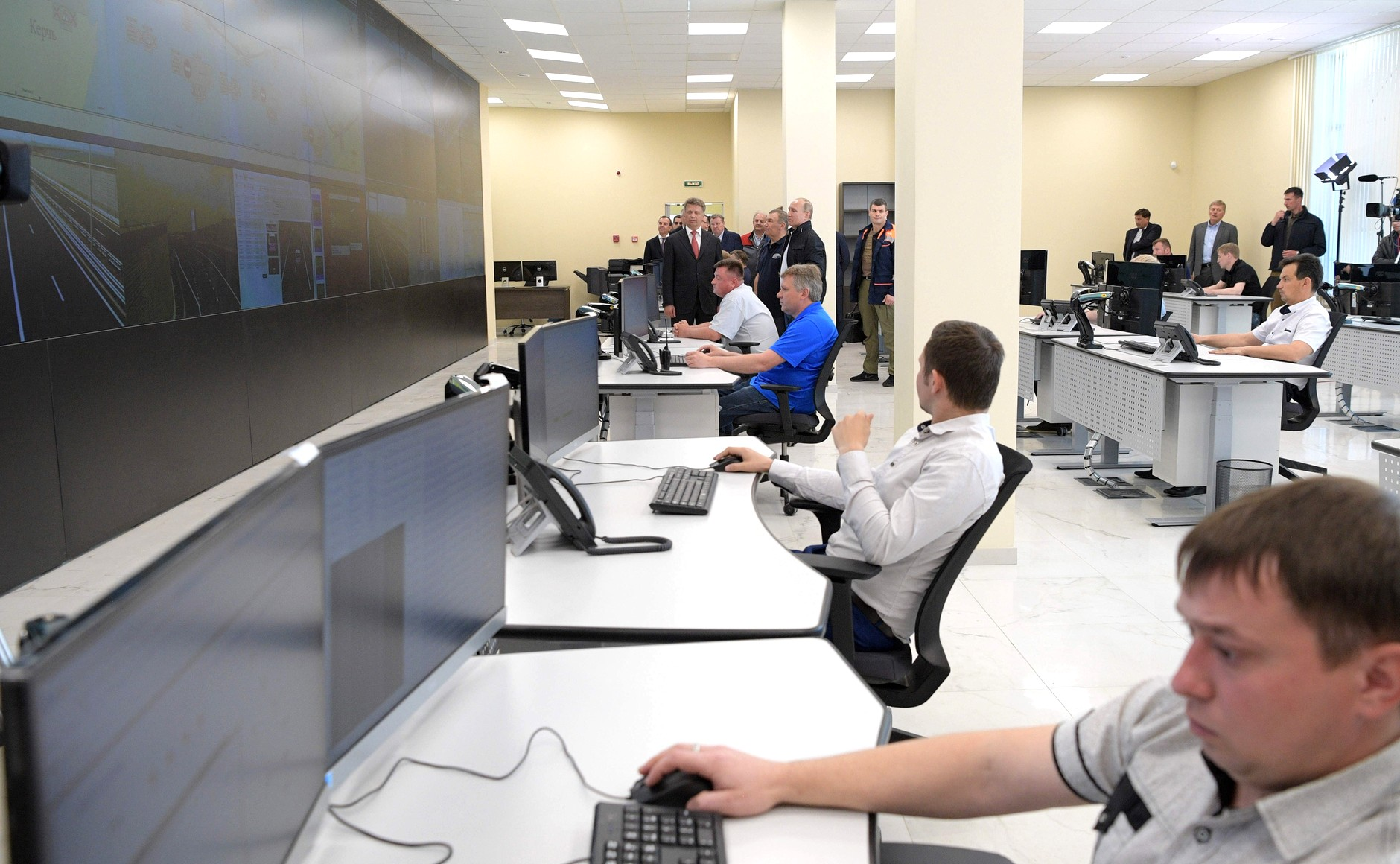
Centrum zarządzania ruchem na moście Krymskim

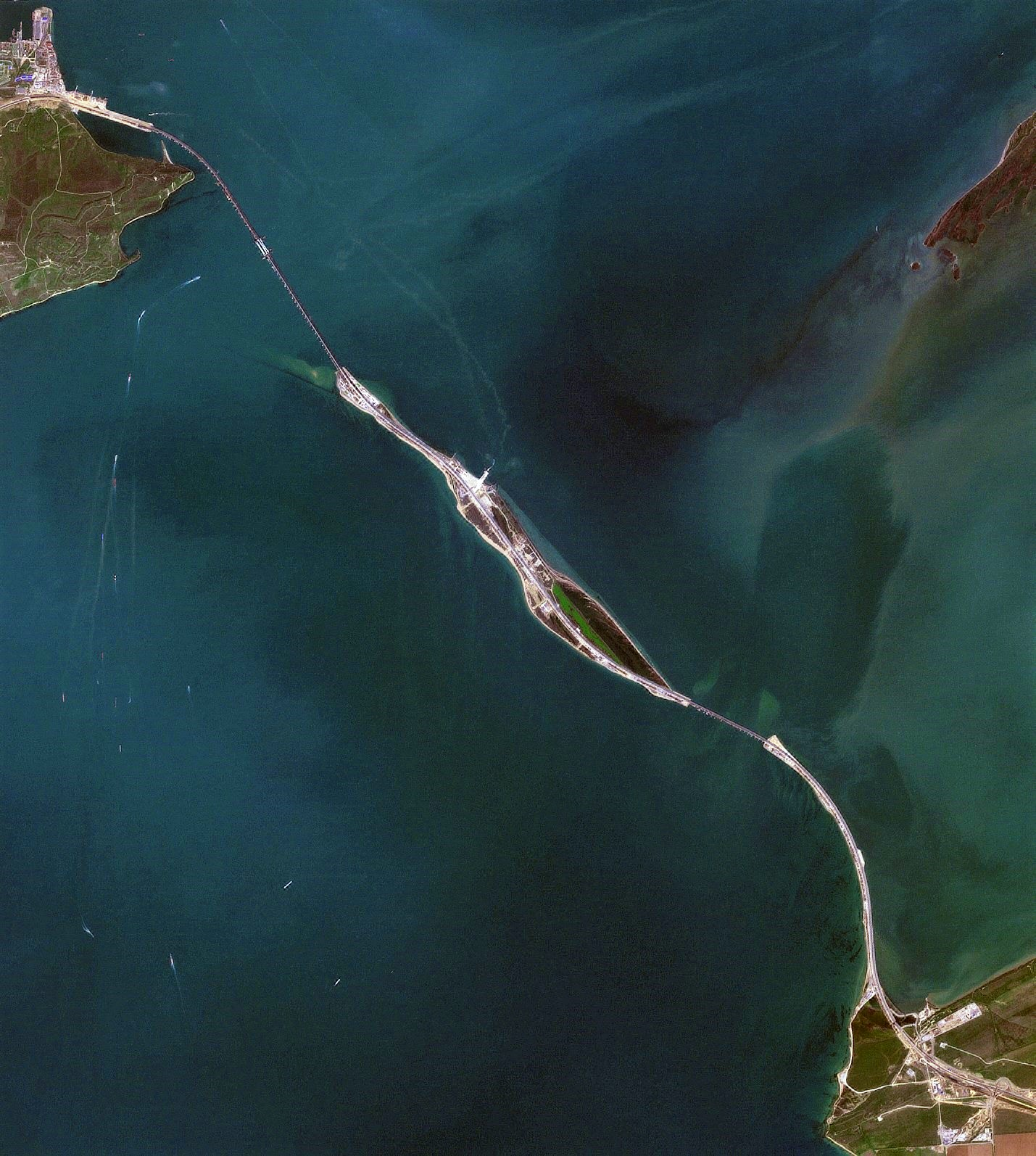
Most Krymski, zdjęcie satelitarne, 14 kwietnia 2018

Most Krymski, most Kerczeński, most nad Cieśniną Kerczeńską, most przez Cieśninę Kerczeńską (ros. Крымский мост) – most łączący okupowany przez Rosję Półwysep Krymski z Półwyspem Tamańskim poprzez Cieśninę Kerczeńską.

## Historia
Pierwszy most nad Cieśniną Kerczeńską powstał w trakcie walk na froncie wschodnim II wojny światowej. Został zbudowany przez niemiecką Organizację Todt w 1942 i był mostem linowym. W 1943, na osobiste polecenie Adolfa Hitlera, został zaprojektowany przez Alberta Speera nowy, żelbetowy most drogowo-kolejowy, który miał zastąpić tymczasową konstrukcję i służyć jako droga zaopatrzenia dla jednostek na Kaukazie Północnym. Sam Speer był sceptyczny wobec czasu danego mu na zaprojektowanie mostu oraz, w obliczu szybkich postępów kontrofensywy radzieckiej, sensowności jego budowy. Jego wątpliwości były słuszne, gdyż jeszcze w tym samym roku Niemcy ewakuowali się z Krymu.
Tuż po wyzwoleniu Krymu spod okupacji niemieckiej budowa mostu została podjęta przez władze radzieckie z materiałów pozostawionych przez Niemców. Kolejowy most został ostatecznie ukończony w listopadzie 1944; miał 4,5 km długości, 22 m szerokości, a średnia wysokość wynosiła 50 m (w najwyższym punkcie 68 m). Most nie przetrwał długo, ponieważ już podczas pierwszej zimy został zniszczony przez krę.
W 1952 utworzone zostało w miejscu zniszczonego mostu połączenie promowe, które obsługiwane było zarówno przez jednostki przystosowane do przewozu pociągów, jak i później przez promy samochodowe. W latach 60. XX wieku resztki mostu stały się na tyle groźne dla żeglugi, że zostały ostatecznie uprzątnięte. W końcu lat 80. połączenie zostało zawieszone. Temat odbudowy powrócił po rozpadzie Związku Radzieckiego, jednak Cieśninę Kerczeńską dzieliła już wtedy granica rosyjsko-ukraińska, a rządy Rosji i Ukrainy nie były długo w stanie się porozumieć i w 1994 temat porzucono. W 2004 sprowadzono nowe promy do przewozu pociągów. W 2003 moskiewski mer Jurij Łużkow promował ideę odbudowy mostu. W jej ramach rozpoczęto sypanie grobli, prowokując konflikt o Tuzłę.
25 kwietnia 2010 prezydent Ukrainy Wiktor Janukowycz i prezydent Rosji Dmitrij Miedwiediew podpisali porozumienie dotyczące budowy mostu przez cieśninę. Memorandum dotyczące budowy oba państwa podpisały 26 listopada 2010. Po odrzuceniu przez władze Ukrainy umowy stowarzyszeniowej z Unią Europejską kwestia budowy mostu odżyła. W styczniu 2014 rządy Ukrainy i Rosji postanowiły, że zostanie powołana wspólna rosyjsko-ukraińska spółka do budowy mostu. Wstępnie oszacowano, że budowa zajmie 5 lat, a jej koszt wyniesie 1,5–3 mld dolarów. W lutym tego samego roku wybuchł konflikt ukraińsko-rosyjski, a rozmowy o budowie mostu zostały zawieszone. Rosyjska interwencja wojskowa na Krymie doprowadziła do aneksji tego terytorium i budowa mostu stała się istotna dla stworzenia zarówno drogowego, jak i symbolicznego połączenia pomiędzy Krajem Krasnodarskim a Republiką Krymu.
3 marca 2014 premier Rosji Dmitrij Miedwiediew podpisał dekret o utworzeniu przedsiębiorstwa odpowiedzialnego za budowę mostu, podlegającego państwowej spółce Rossijskije awtomobilnyje dorogi (Российские автомобильные дороги). Wobec aneksji Krymu w połowie marca tematowi budowy poświęcone zostało spotkanie prezydenta Rosji z członkami rządu z dnia 19 marca. Projekt mostu lub tunelu drogowo-kolejowego miał być gotowy do listopada 2014. Pod koniec tego miesiąca odbyło się posiedzenie dotyczące budowy połączenia i, zgodnie z oświadczeniem prezesa Kolei Rosyjskich, przychylono się wówczas do decyzji o budowie w tym miejscu mostu drogowo-kolejowego, odrzucając jednocześnie tunel jako zbyt drogi.
We wrześniu 2016 Stany Zjednoczone nałożyły sankcje na budowniczych mostu, ze względu na pogwałcenie przez Rosję prawa międzynarodowego (uznają one aneksję Krymu za bezprawne naruszenie integralności terytorialnej Ukrainy).
Na moście wspartym przez 288 podpór zaplanowano cztery pasy ruchu dla aut oraz dwutorową linię kolejową. Zgodnie z zapowiedzią premiera Dmitrija Miedwiediewa prace projektowe i początek robót budowlanych zaplanowano na 2015 rok. Na początku 2016 minister transportu Rosji, Maksim Sokołow, zapewnił, że oddanie mostu do eksploatacji nastąpi najpóźniej w grudniu 2018. Pod koniec tego samego roku jako termin ukończenia całego mostu wskazywano już rok 2019, zapewniając jednocześnie, że część drogowa mostu zostanie oddana w pierwotnym terminie. Równocześnie szacunki kosztów inwestycji wzrosły, z początkowych 3 miliardów dolarów, do 3,2–4,3 miliarda dolarów.
W grudniu 2017 ogłoszono, że przęsła drogowej części mostu zostały zbudowane (prace były prowadzone szybciej, niż przewidywał harmonogram). W konkursie na nazwę obiektu wybrano nazwę „most Krymski”. W przededniu wyborów prezydenckich w 2018 ogłoszono, że drogowa część mostu ma być gotowa w lecie tego samego roku, a równolegle biegnąca przeprawa kolejowa, zgodnie z harmonogramem, na koniec 2019. Drogowa część została uroczyście otwarta 15 maja 2018. Koszt realizacji inwestycji wyniósł 3,6 mld dolarów.
Otwarcie mostu zostało potępione przez przedstawicieli władz Ukrainy, Stanów Zjednoczonych i Unii Europejskiej.
31 lipca 2018 Unia Europejska nałożyła sankcje na sześć przedsiębiorstw uczestniczących w budowie mostu. Rada Unii Europejskiej uznała, że most został wzniesiony z naruszeniem prawa międzynarodowego, na nielegalnie anektowanym przez Rosję Krymie i „ma na celu osłabienie integralności terytorialnej i niepodległości Ukrainy”.
8 października 2022 wczesnym rankiem na moście doszło do eksplozji i w jej wyniku do częściowego zawalenia jednej z dwóch jezdni mostu drogowego oraz pożaru pociągu z cysternami paliwa na sąsiadującym moście kolejowym. Ruch na moście został na pewien czas wstrzymany. Po ugaszeniu pożaru cystern kolejowych i wstępnej inspekcji uszkodzeń, jeszcze po południu tego samego dnia wznowiono – wahadłowo – ruch samochodowy po jednym z czterech pasów mostu (most drogowy ma po dwa pasy na obu jezdniach), natomiast ruch kolejowy przywrócono wieczorem. Późniejsze doniesienia (oparte na brytyjskich danych wywiadowczych) wskazują, że wbrew optymistycznym rosyjskim przekazom, naprawa mostu po tym wypadku potrwać musi znacznie dłużej, a przywrócenie jego stanu do pełnej sprawności może nie udać się przed upływem roku. 23 lutego 2023 r. (dzień przed pierwszą rocznicą inwazji rosyjskiej na Ukrainę wicepremier Federacji Rosyjskiej Marat Chusnullin poinformował, że „wszystkie pasy mostu są w pełni otwarte dla ruchu samochodowego” i że ruch drogowy został wznowiony „39 dni przed planowanym terminem”. Tego samego dnia jednak doniesiono, że na linii kolejowej na moście doszło do sabotażu (działania dywersyjnego), skutkującego czasowym wstrzymaniem ruchu kolejowego przez most (nie jest potwierdzone, czy doszło do jakiegoś wybuchu na torach, czy jedynie do wycięcia odcinka szyny).

## Zasadność inwestycji
Budowa mostu była przede wszystkim działaniem propagandowym. Przeprawa wsparła integrację okupowanego półwyspu z resztą terytorium Rosji, zwłaszcza że od roku 2015 półwysep jest objęty ukraińską blokadą ekonomiczną. Jednocześnie most dał Rosji możliwość całkowitej blokady Morza Azowskiego. W wymiarze militarnym most usprawnił rosyjską logistykę i był jednym z elementów militaryzacji półwyspu.

## Uzasadnienie wyboru poprowadzenia mostu przez wyspę Tuzłę
W czerwcu 2014 projekt budowy mostu z wykorzystaniem mierzei Tuzła został uznany za optymalny. Poniżej przedstawiono listę argumentów przemawiające za tym wariantem.

### Węzeł komunikacyjny
Głównym argumentem ekonomicznym było stworzenie optymalnego schematu węzła komunikacyjnego dla Kerczu i dwóch portów Cieśniny Kerczeńskiej (Kaukazu i Tamania). W wariancie przez mierzeję Tuzłę możliwe było połączenie węzła mostu z będącym w budowie wielkim węzłem portu w Tamaniu oraz stworzenie drogi o odpowiedniej przepustowości dla promów towarowych w porcie Kaukazie. Ponadto wariant ten wymagał budowy obwodnicy Kerczu.

### Ograniczenie rozwoju portu Kaukazu
W opracowanym przez przedsiębiorstwo państwowe Rosawtodor studium wykonalności wzięto również pod uwagę zasadność zaburzenia promowego ruchu pasażerskiego z powodu szybkiego rozwoju obrotu towarowego w porcie Kaukazie. W 2015 port zwiększył obroty ładunkowe o 41%, do 31 mln ton i stał się piątym pod względem wielkości przeładunków portem morskim w Rosji. Zaledwie 7 milionów ton realizowanego obrotu wiąże się z przeładunkiem do portu w Kerczu w celu zaopatrzenia Krymu. Duża część wzrostu wynika ze wzrostu rosyjskiego PKB, a w konsekwencji wzrostu handlu międzynarodowego Rosji. Istniejące przeprawa pasażerska promowa przez Cieśninę Kerczeńską, przewożąca ponad 1 mln pasażerów rocznie, obciąża wejście do portu Kaukazu i utrudnia jego rozwój jako portu towarowego, dlatego jej zachowanie jest niepożądane.

### Potrzeba budowania wiaduktów na mierzejach z uwzględnieniem istniejących warunków
Choć projekt budowy mostu po mierzei Czuszce zakładał krótszą przeprawę, należy wziąć pod uwagę, że Czuszka i Tuzła znajdują się w strefach okresowo zalewanych podczas sztormów, co powodowałoby przerywanie ruchu. Również historia geologiczna Czuszki i Tuzły pokazuje, że są to dynamiczne struktury, które okresowo rozpadają się na oddzielne wyspy, by następnie połączyć się ponownie. W celu ochrony przed falami wbijającymi się na znaczną odległość w głąb Tuzły w czasie sztormu budowniczowie stworzyli specjalną zaporę, co jednak jest rozwiązaniem tymczasowym. Możliwość przerwania komunikacji portu Kaukazu z powodu sztormu jest niedopuszczalna, dlatego w obu przypadkach projekt zakładał budowę wiaduktu, a nie tylko drogi. W przypadku Czuszki byłby on jednak znacznie dłuższy.

### Wulkany błotne
Ukraińska grupa badaczy pod kierunkiem Jewhena Szniukowa stwierdziła, że obszar w Cieśninie Kerczeńskiej oddalony o 3 km od mierzei Tuzły, na którym utknął statek „Caesar”, jest wulkanem błotnym. Wyprawa na statku badawczym „Profesor Wodianicki” oraz wiercenia w cieśninie nie wykazały obecności odpowiednich struktur geologicznych i nie potwierdziły hipotezy istnienia tego typu wulkanów.
Jedyny udokumentowany wulkan błotny o nazwie Blewaka w Cieśninie Kerczeńskiej znajduje się na powierzchni małej wyspy i jest oddalony o 700 metrów od mierzei Czuszka. Bliskość tego wulkanu znacznie zwiększyła ryzyko prowadzonych robót budowlanych.
Najbliższa mostowi strefa podwodnego morskiego wulkanizmu znajduje się na szelfie Morza Azowskiego w regionie złoża ropy naftowej i gazu „Nowe”, gdzie wydobycie prowadzone jest przez Łukoil, w pobliżu stacji Gołubicka. Najbliższe wulkany błotne w pobliżu mostu znajdują się nad ziemią. Od strony Tamania jest to wzgórze Karabetowa, położone w odległości 14 km od mostu. W samym mieście Kercz znajdują się dwa małe wulkany błotne, Nikitiński i Dżardżawski. Konstrukcja znajduje się 12 km od regionu bardzo aktywnych wulkanów błotnych Bułgańskie i pola mułu Jenikalski, które przy wybraniu „krótkiego” wariantu przez Czuszkę znalazłyby się około 1 km od zjazdu z mostu.
Na podstawie danych geologicznych budowniczowie mostu maksymalnie oddalili konstrukcję od złoża „Nowe” oraz stref z grupami wulkanów błotnych, wybierając wariant przez Tuzłę. Aby wykluczyć ryzyko, podczas montażu każdej podpory wykonano osobny odwiert poszukiwawczy.

### Warunki lodowe
Dla mostu Krymskiego, o stabilności sejsmicznej 9 punktów, obciążenie lodem nie jest krytyczne, niemniej jednak zator lodowy tworzący się podczas silnych mrozów przy mierzei Czuszce w pobliżu wyjścia w pełne morze przy mierzei Tuźle będzie rozbijany.

## Połączenia z mostem oraz węzeł komunikacyjny stworzony wraz z portem w Tamaniu

### Integracja mostu z portem w Tamaniu
Połączenie mostu z węzłem portu w Tamaniu również zostało zaplanowane przez Rosawtodor jako najbardziej opłacalny wariant trasy, gdyż w ten sposób węzeł będzie obsługiwać nie tylko most, ale również działać jako punkt komunikacyjny niezbędny dla funkcjonowania nowego portu w Tamaniu. Koleje Rosyjskie ze swojej strony rozpoczęły budowę wielkiej stacji rozrządowej Portowa pomiędzy mostem a portem. Po zakończeniu budowy mostu, węzła komunikacyjnego oraz terminali portu w Tamaniu, ten ostatni osiągnie zdolność przeładunkową na poziomie 93 milionów ton rocznie. Będzie to zatem drugi pod względem przeładunku po Noworosyjsku port Rosji.

#### Półwysep Tamański

##### Połączenie kolejowe
Most jest częścią nowego odcinka linii kolejowej Bagierowo–Wyszestieblijewska. Połączenie kolejowe do mostu z Półwyspu Tamańskiego rozpoczyna się od stacji Wyszestieblijewska na północnokaukaskiej linii kolejowej. Łączna długość nowej linii wynosi 62,74 km, w tym główna trasa: 56,04 km, tory na stacjach: 6,7 km, oraz 16 rozjazdów.
Dane techniczne dotyczące połączenia kolejowego:
- długość obiektu wynosi 40 km
- całkowita długość nowych linii kolejowych wynosi 120 km, w tym 80 km głównej drogi, 22 km torów na stacjach kolejowych.

Ponadto w fazie projektowania znajduje się infrastruktura kolejowa ze stacji Portowa i Tamań Pasażerski do mostu.
Budowa i modernizacja połączenia kolejowego po stronie kontynentalnej są w znacznej mierze związane z budową suchego portu w Tamaniu. Od bocznicy prowadzącej od portu do mostu będzie potrzebnych tylko 6 km linii kolejowych.

##### Półwysep Krymski
Federalny program celowy przewiduje elektryfikację i wzmocnienie linii kolejowej Dżankoj-Teodozja-Kercz o długości 207 km.

#### Połączenia drogowe
Połączenie drogowe do mostu po wschodniej stronie bierze początek od trasy M-25 Noworosyjsk–Cieśnina Kerczeńska, a kończy się w rejonie Tuzły na skrzyżowaniu z korytarzem transportowym. Długość połączenia wynosi 40 km. Droga obejmuje cztery pasy ruchu o prędkości projektowej 120 km/h. Potencjalne natężenie ruchu przewidziane na rok 2034 w obu kierunkach wynosi nie mniej niż 36 000 samochodów dziennie.
Po stronie zachodniej połączenie drogowe z mostem bierze początek od trasy A-150 „Tauryda” Kercz–Sewastopol i kończy się w rejonie twierdzy Kercz, na połączeniu z korytarzem transportowym. Długość połączenia wynosi 22 km. Droga obejmuje cztery pasy ruchu o prędkości projektowej 140 km/h. Trasa „Tauryda” w wersji dwupasmowej powinna być oddana do użytku w 2018, a na 2020 przewiduje się uruchomienie dwóch kolejnych pasów.

### Połączenie transportowe z Kerczem i nowy dworzec kolejowy Kercz Południowy
Jednym z najczęściej omawianych zagadnień projektu jest skomunikowanie Kerczu. Projektanci ze względu na ochronę środowiska, aby chronić miasto przed spalinami i hałasem ruchu tranzytowego, a także w celu skrócenia czasu podróży do centralnego Krymu, uzupełnili obwodnicę Kerczu o węzeł drogowy i kolejowy. Przy tym pierwszy dostępny węzeł drogowy łączący most z Kerczem znalazł się 5 km od miasta. Nowa dwutorowa linia kolejowa omija dworzec w Kerczu i kieruje się do stacji Bagierowo, 10 km od miasta.
Aby rozwiązać te problemy, budowany jest dodatkowy zespół torów dla dworca Kercz Południowy, która stopniowo przejmie funkcję głównej stacji kolejowej miasta. Perony stacji będą dostępne za pośrednictwem wiaduktu zbudowanego wzdłuż Autostrady Bohaterów Stalingradu.

## Straty gospodarcze Ukrainy
Według Ukraińców Rosjanie rozmyślnie sprawili, żeby pod mostem nie mogły przepływać statki typu panamax, kursujące do ukraińskich portów Morza Azowskiego: Berdiańska i Mariupola. Właśnie z tych portów eksportowane są rudy metali oraz zboże do kilkudziesięciu państw na świecie. Teraz porty te będą mogły przyjmować tylko mniejsze statki, co dla Ukrainy oznacza utratę setek milionów dolarów.
Pod koniec marca 2018 ukraiński minister infrastruktury, Wołodymyr Omelan, stwierdził, że z powodu wybudowania mostu Ukraina straciła kilkadziesiąt milionów hrywien. Jurij Smilanski, pochodzący z Krymu ekonomista, obawia się, że w przyszłości straty mogą być znacznie większe, gdyż w skrajnej sytuacji Rosja może zakazać przechodzenia pod mostem statków płynących w kierunku Berdiańska i Mariupola. Według niego miałoby to negatywny wpływ na ogólną sytuację społeczno-gospodarczą w tych miastach.
Według Achtema Czyjgoza, zastępcy przewodniczącego Medżlisu Narodu Krymskotatarskiego, budowa mostu spowodowała znaczne zniszczenia systemu ekologicznego półwyspu i jego historycznego dziedzictwa.

## Ostrzeżenia ekologów
Niektórzy ekolodzy sądzą, że Morze Azowskie nie będzie miało wystarczającego połączenia z Morzem Czarnym, co spowoduje jego stopniowe odsalanie.

## Zobacz
- Most Krymski (Moskwa) - most wiszący nad rzeką Moskwą w stolicy Rosji, Moskwie.